# Бубен, барабан
«Бубен, барабан» — российский фильм режиссёра Алексея Мизгирёва, снятый в 2009 году.

## Сюжет
«Мой фильм, как это ни странно звучит, о любви. Это где-то конец 90-х годов, после дефолта. Шахтёрский городок. Фильм о том, что творилось в головах людей в тот страшный период. О ситуации, в которую они попали, и о том, как отчаянно, каждый своими способами, они ищут свой выход»— режиссёр Алексей Мизгирёв
45-летняя заведующая библиотекой Екатерина Артёмовна, живущая в общежитии шахтёрской глубинки в конце 1990-х, вынуждена от отчаяния распродавать книги. Долгое одиночество героини скрашивается скупым общением с подругой — соседкой и напарницей по работе. Она знакомится с морским офицером, который оказывается бывшим зеком. Но после конфликта он уходит к её подруге. У Екатерины есть поклонник, стоматолог Игорь, но она одержима местью, и обещает награду (квартиру умершего отца) убийце бывшего возлюбленного, а сама решается на самоубийство.

## В ролях
- Наталья Негода — Екатерина Артёмовна, библиотекарь
- Дмитрий Куличков — «моряк»
- Елена Лядова — подруга
- Сергей Неудачин — Игорь, стоматолог
- Олег Васильков — Игнат, брат Екатерины
- Олег Билик — милиционер

## Награды и номинации
- «Серебряный леопард» за лучшую режиссуру кинофестиваля в Локарно (2009)
- Специальный Приз жюри — за лучший фильм кинофестиваля в Локарно (2009)
- Приз «За режиссуру» Кинофестиваля восточно-европейского кино в Коттбусе (2009)
- Диплом жюри «За гуманизм» Кинофестиваля восточно-европейского кино в Коттбусе (2009)
- Премия «Золотой орёл» (2009) За лучшую женскую роль — Наталья Негода
- Национальная премия кинокритики и кинопрессы «Белый слон» за лучший сценарий (2009) — Алексей Мизгирёв
- Национальная премия кинокритики и кинопрессы «Белый слон» за лучшую женскую роль (2009) — Наталья Негода
- Номинация «Гран-при» Открытого кинофестиваля в Сочи «Кинотавр» (2009)
- Номинация «Лучшая режиссёрская работа» на премию «Ника» (2010)
- Номинация «Лучшая женская роль» на премию «Ника» (2010)

## Съёмки
- Название фильма «Бубен, барабан» — это слова, которые главная героиня советует повторять больному отцу в минуты усиливающегося сердцебиения[2]
- В фильме полностью отсутствует саундтрек.
- Съёмки фильма проводились в Тульской области, в городах Донской, Кимовск. Большая часть событий происходит в Новомосковске, в местном ДК заводского района.
- Неоднозначный персонаж артиста Куличкова похож на В. В. Путина, что режиссёр называет «паразитическим смыслом»[3]

## Критика
- Екатерина Барабаш, «Независимая газета»: «У Негоды это отлично получилось — сыграть сначала омут, потом выскочившего из него черта, да так, что ни один мускул на лице не дрогнет, ни единой слезинки, истерики, крика. Только глаза ещё темнее стали, страшно даже заглянуть в них, потому что страсти в них — Шекспир стонет от зависти»[4].
- Василий Корецкий, «TimeOut Москва»: «Проблематика тут старая, как „Вишнёвый сад“, и боюсь, что вечная: нестяжательство против житейской сметки, интеллигенция против купечества, убеждения против реальности. Вечная лицемерная раздвоенность русского сознания (с одной стороны, воровать стыдно, с другой — не воровать невозможно) приобретает в фильме масштабы вселенского экзистенциального конфликта»[5].